# ماوند ولی (کانزاس)
ماوند ولی (به انگلیسی: Mound Valley) شهری در ایالت کانزاس کشور ایالات متحده آمریکا است که جمعیت آن در سرشماری سال ۲۰۱۰ میلادی، ۴۰۷ نفر بوده‌است .